# Grijalba
Grijalba – gmina w Hiszpanii, w prowincji Burgos, w Kastylii i León, o powierzchni 19,75 km². W 2011 roku gmina liczyła 120 mieszkańców.